# 志村史人
志村 史人（しむら ふみと、男性、1975年3月10日 - ）は、劇団俳優座に所属する日本の俳優。山梨県立都留高等学校卒業、國學院大學経済学部卒業。山梨県大月市出身。
特技は、ドラム、バンド活動、殺陣、少林寺拳法。
身長178cm、体重65kg。血液型はO型。

## 出演

### 舞台

#### 劇団俳優座
- 十二夜（2001年） - アントーニオ役
- 坊っちゃん（2001年、演出 福田善之）
- 僕の東京日記（2001年、作 永井愛） - 井手哲朗役
- 三屋清左衛門残日録—夕映えの人-（2004年、作 八木柊一郎） - 金井祐之進役
- ザ・パイロット（2004年、作 宮本研） - 和平役
- 蒼ざめた馬（2006年） - 梁東星役
- コルチャック（2006年）
- 国境のある家（2007年、作 八木柊一郎） - 男(マモル)役
- 赤ひげ（2008年） - 津川玄三役
- 春、忍び難きを（2009年、作 斎藤憐　演出 佐藤信） - 二木房吉役
- 渇いた人々は、とりあえず死を叫び（2009年、作 青木豪） - 門倉弘巳役
- ゾンビな夜（2010年） - 良彦役
- ワーニャ伯父さん（2011年） - アーストロフ役
- 月光の海 ギタラ（2013年） - ライアン大尉役
- 桜の園（2015年） - トロフィーモフ役
- 海の凹凸（2017年、作 詩森ろば） - 安元栄司役
- 首のないカマキリ（2018年、作 横山拓也） - 森坂晴輝役
- インコグニート（2019年、作 ニック・ペイン） - トーマス・ハーヴェイ役他
- 心の嘘（2020年、作 サム・シェパード） - ジェイク役
- インク（2021年、作 ジェイムズ・グレアム） - ラリー・ラム役
- 戒厳令（2021年、作 アルベール・カミュ） - ディエゴ役
- ムッシュ・シュミットって誰だ？（2022年、作 セバスティアン・ティエリ） - 精神科医役
- 猫、獅子になる（2022年、作 横山拓也） - ロドリゴ・サワグチ／クラゲ先生役
- 閻魔の王宮（2023年、俳優座劇場）シェン役
- 野がも（2024年、作 ヘンリック・イプセン）グレーゲルス役[1]

#### その他
- 三輪‐MIWA‐（1999年、日印共同制作）
- マッチ売りの少女（2005年、Mはマイムのエム）
- 虹のクロニクル（2009年、東京桜組） - 大道寺将司役
- 法然と親鸞（2009年、前進座） - 真仏役
- 完全な真空×BLACK BOX（2010年、演劇ユニットG.com） - 浮浪者役
- 唄浄瑠璃狂言「藤戸」（2012年、梅左事務所） - 潮丸役
- 孤独の惑星（2012年、演劇ユニットG.com） - 冬月役
- さぶ（2012年、劇団俳小） - 栄二役
- この生命誰のもの（2013年、劇団四季） - 安藤一郎役
- 東京0番地（2013年、演劇ユニットG.com） - 背広男役
- 殺しのリハーサル（2013年、ピュアーマリー） - デビッド・マシューズ役
- 十二夜〜お好きなように〜（2013年、しんゆりシアター） - セバスチャン役
- 荒野のリア（2014年、T factory） - オールバニ役
- 犬の心臓（2014年、名取事務所） - ボルメンターリ役
- 長い墓標の列（2014年、福田善之を読む） - 城崎啓役
- 穴の中 或いは、■の中（2014年、演劇ユニットG.com） - 博士役
- どさ回りのハムレット（2014年、劇団俳小） - ハムレット役
- 一人づつ「耳」（2015年、演劇ユニットG.com） - 男役
- 肉弾（2016年、演劇ユニットG.com） - アイツ役
- 荒野のリア（2016年、T factory） - オールバニ役
- この生命誰のもの（2016年、浅利演出事務所） - 安藤一郎役
- 颶風のあと（2017年、福田善之を読む） - 若役
- 中島みゆき・夜会VOL.20リトルトーキョー（2019年） - 三井徳衛役
- ロボットとわたし（2019年、演劇ユニットG.com） - ドミン役
- 異邦人（2021年、ブレイヴステップ） - ムルソー役
- ぼくらの七日間戦争2022（2022年） - 榎本勝也役
- 私の下町〜母の写真〜（2022年、ブレイヴステップ、作・福田善之） - 甲野継雄役
- まったく新しい!!宇宙創造論（2022年、演劇ユニットG.com） - 志村史人役
- 検察側の証人（2023年、俳優座劇場プロデュース）-ミスター・マイアーズ役
- 願望機（2024年、演劇ユニットG.com） - 作家役

### 映画
- アカシアの町（2000年、監督／森川時久） - 保志辰男役
- 伊能忠敬物語‐子午線の夢‐（2001年、監督／小野田嘉幹） - 高橋景保役
- Living Will（2001年、監督／清水敬）2002年PFFアワード入選作品
- 不撓不屈（2006年、監督／森川時久） - 多田役
- 明日への遺言（2008年、監督／小泉堯史） - 菅井康治役
- いのちの山河（2010年、監督／大澤豊）
- 日本のいちばん長い日（2015年、監督／原田眞人） - 村瀬直養役
- ココシュカ‐考察する瞳‐（2015年、短編映画、監督／木内一裕） - 山脇准教授役

### テレビドラマ
- 冤罪 (2000年、TBS)  - 下山役
- 捜査検事・右近誠の殺人調書2 (2000年、テレビ朝日)
- 捜査線上のアリア（2003年、テレビ東京）
- 密閉山脈（2005年、テレビ朝日） - 木村政史役
- 楽園のライオン（2007年、TBS） - 中村純一役
- 刑事の証明（2008年、テレビ東京） - 菊地誠一郎役
- 刑事の証明2-大都会の死角-（2012年、テレビ東京） - 菊地誠一郎役
- 刑事の証明3（2012年、テレビ東京） - 菊地誠一郎役
- 刑事の証明4（2012年、テレビ東京） - 菊地誠一郎役
- 刑事の証明5（2013年、テレビ東京） - 菊地誠一郎役
- 特捜弁護士・橘竜太郎 -雪冤の旅-（2013年、TBS） - 柳原順次役
- 魔性の群像 刑事・森崎慎平（2013年、TBS） - 氷川役
- 刑事の証明6（2013年、テレビ東京） - 菊地誠一郎役
- ヤメ検の女4（2013年、テレビ朝日）
- 刑事の証明7（2014年、テレビ東京） - 菊地誠一郎役
- 刑事の証明8（2014年、テレビ東京） - 菊地誠一郎役

### CM
- 葬儀会館ティア・決闘 ガンマン篇／決闘 サムライ篇
- 新潟県商工会議所連合会
- プリントネット

### アテレコ
- 戦場のキックオフ（2001年）アニメ映画